# WRB Höllenthal - Neunkirchen
A HÖLLENTHAL és NEUNKIRCHEN egy személyvonati szerkocsisgőzmozdony-sorozat volt a Wien–Raaber (Gloggnitzer) Eisenbahn-nál (WRB).
Ez a két mozdony volt az utolsó, melyet a WRB külföldről vásárolt. A mozdonyokat a Sarp készítette 1842-ben és csak részletekben tértek el a GLOGGNITZ - NEUSTADT sorozat mozdonyaitól.
Az államosítással 1853-ban az összes mozdony a Südliche Staatsbahn-hoz került, ahol 1854-ben 1B kerékelrendezésűekké építették át őket. A másik két mozdonnyal, a SCHOTTWIEN-el és a  MEIDLING-el 1856-ban a Östliche Staatsbahn-hoz kerültek ahol átnevezték SEDISZÓW és CZARNO-ra. Onnan valószínűleg a Galizische Carl Ludwig-Bahn-hoz (CLB) miután az megvásárolta az ÖStB-t.

## Fordítás
- Ez a szócikk részben vagy egészben  a   WRB – Höllenthal und Neunkirchen című német Wikipédia-szócikk fordításán alapul.  Az eredeti cikk szerkesztőit annak laptörténete sorolja fel. Ez a jelzés csupán a megfogalmazás eredetét és a szerzői jogokat jelzi, nem szolgál a cikkben szereplő információk forrásmegjelöléseként. - Az eredeti szócikk forrásai szintén ott vannak feltüntetve.

## Külső hivatkozások
- A típus története számokban (német nyelven)